# 広島市営地下鉄
広島市営地下鉄（ひろしましえいちかてつ）は、1960年代から1970年代にかけて、広島県広島市で建設が計画された鉄道路線。その後、1992年（平成4年）に再度検討された。

## 経緯
1960年代、広島市は中四国九州の中枢、拠点性の復活を目指して、国や県・市で広島市街地に地下鉄を整備するという構想が持ち上がった。
中国・四国地方では、岡山市や松山市も基幹は路面電車であり、それら都市との差別化を図って格上の都市として圧倒的な差をつけたいという市の思惑もあった。
東京オリンピック前後から、大都市では鋪装等の道路整備、一般大衆にも購入可能な大衆車の出現、自動車の燃料となる石油低価格化などによってモータリゼーションが進み、一方で、路面電車において事故が続発したこと、また、ダイヤの乱れ、遅延、道路渋滞などで都市交通が麻痺したため、『路面電車は都市化の邪魔物』とされ、東京都、横浜市、大阪市、名古屋市、神戸市、京都市、札幌市、仙台市、広島市、福岡市などでは、電車と人をはじめ電車と自転車や自動車との事故が多いため、都市内基幹交通としての私鉄を含む路面電車の廃止が訴えられていた。
国は、広島市を戦後復興の拠点と位置付け、1967年、日本で初めての本格的な総合交通計画調査（パーソントリップ調査）「HATS」を、当時の広島市域と周辺13町の広島都市圏を対象に実施し、国鉄広島駅（または向洋駅） - 西広島駅間と、横川駅 - 十日市間を地下鉄で結び、横川駅で国鉄可部線に、西広島駅で広島電鉄（広電）宮島線に、広島駅（向洋駅）で国鉄呉線に直通乗り入れする路線が広島市再興（戦前の大都市“大廣島市”復活）には必要であるとして、地下鉄建設における補助金を国から交付すると提案した。
1970年、国・県・市と商工会議所で構成する「広島都市交通研究会」が組織され、向洋（マツダ前） - 広島空港（観音新町）間、横川 - 宇品港間、矢賀 - 西広島間を結び、それぞれ国鉄呉線・広島電鉄宮島線・国鉄可部線・国鉄芸備線への直通が提案された。
1973年、福岡県福岡市の福岡市議会にて福岡市地下鉄事業計画が議決され、西鉄市内線は廃止されることとなった（当時、福岡市では『チンチン電車は道路の邪魔物』、系列の西鉄バスからも『都市交通の邪魔をする路面電車は西鉄のお荷物』と言われていた）。あわせて国鉄筑肥線も地下線に乗り入れるルートへ付け替えられることになった。
その当時、福岡市とライバル関係にあり、お互いに関西地方より西の一大拠点を狙っていた広島市は同年、最終案として国の「HATS」を修正した新しい総合交通計画「HATS II」を提案。この「HATS II」で提案された計画は、市街地を東西に横断する西広島 - 紙屋町 - 稲荷町 - 向洋駅間の東西線約9.7kmと、横川駅 - 紙屋町 - 平和大通り - 稲荷町 - 広島駅 - 矢賀駅間のデルタ内をU字型に結ぶ鯉城線約8.1kmの2路線。既設路線との乗り入れについて新しく矢賀駅での芸備線との相互直通運転が付け加わった。
規格は、営団地下鉄（現・東京メトロ）を参考に、最急勾配35‰、最少曲線半径200m、ホーム有効長170mと設定。車両は近鉄2600系を参考に、冷房装備の20mアルミ車、3ドア両開きのセミクロスシート車（定員120人）8両編成とした。
1985年、採算が取れる2路線「東西線」（路線距離9.7km 駅数9駅）「鯉城線」（路線距離8.1km 駅数8駅）が最終的に事業化され、東西線の工事費432.1億円（1km44.5億円）、鯉城線の工事費399.9億円（1km49.4億円）、車庫建設費41.4億円、総計873.4億円（1km49.1億円）が見積もられ、建設を5工区に分け、1994年の全線開業を目指した。
しかし、路面電車に愛着ある市民及び市民団体から強い反対運動が起こり、白紙となった。ただ、路面電車が完全に無くなるわけではなく、江波線・宇品線・皆実線などは残る予定であった。また、『原爆焦土を走ったチンチン電車は市民の希望だから、地下鉄は建設させない』とされているが、原爆後に最初に開通して焦土を走った鉄道は国鉄山陽本線である。
1992年、広島市「公共交通施設長期計画策定委員会」が新計画として、路面には広島電鉄本線を残しつつ、宮島線が乗り入れる地下線（西広島駅から平和大通りの地下を東進、中央通り等の地下を北進して女学院前交差点から城南通りの地下を東進、広島駅南口の地下を経由して新球場建設候補地であった貨物ヤード跡地（現MAZDA Zoom-Zoom スタジアム広島）まで至るルート等）を提案（事業費のほとんどは広島市の負担）するも、広島電鉄側から拒否され白紙。以後、広島市に地下鉄を建設しようという機運は盛り上がらなかった。
現在は、軌道内への自動車の乗り入れを禁止して道路を路面電車優先にしたり、広島電鉄と沿線の広島市、廿日市市が主体となって路面電車の運行を円滑にする取り組みの一つ『マイカー乗るまぁデー』を推進したりするなど、市や警察も路面電車を優先する取り組みにつとめている。ただ、マイカーを主力としているマツダの工場や、マツダの関連企業も多く集まる広島市でマイカーを排除する取り組みには疑問も出ており、『道路は自動車や歩行者、電車は地下を走るというのが都市のスタイル』といった声も多い。
また、一部で流布されている“広島は三角州だから地下鉄が建設できない”は、誤りである。
三角州沖積平野が市街化した大阪市（淀川水系三角州）、名古屋市（庄内川水系三角州）、福岡市（那珂川水系三角州）など、三角州に地下鉄は建設されている。神戸市営地下鉄海岸線も、六甲山地から南流した妙法寺川・苅藻川の流出土砂および沿岸流によって形成された砂嘴と言われる、砂で形成された軟弱地の地下を走っている。仙台市街地の沖積平野部は、後背湿地の極めて不良な泥で形成された土地で、液状化や内水面氾濫の発生も懸念されている軟弱地であるが、仙台市地下鉄や、JR仙石線の市街地地下ルート（JR仙石線連続立体交差事業仙台トンネル3,530.5メートル）も建設されている。

## 年表
- 1967年 - 国が当時の広島市域と周辺13町を対象に、総合都市計画調査「HATS」を実施。
- 1970年 - 国・県・市と商工会議所で「広島都市交通研究会」を組織。
- 1973年 - 市が「HATS」を修正した新しい総合交通計画として、地下鉄・東西線9.7kmと地下鉄・鯉城線8.1km「HATS II」を提案。
- 1975年 - 「中国地方陸上交通審議会答申」にて、可部線を高架化・複線化して地下鉄・鯉城線と一体的に整備、芸備線を電化・複線化して、可部線・芸備線・鯉城線を結び環状線にすることなどを盛り込む。
- 1992年 - 市「公共交通施設長期計画策定委員会」が、西広島駅から貨物ヤード跡地に至る地下鉄路線を提案。

## 計画の変遷

### 国初期案
- (1) 向洋（マツダ前） - 十日市
  - 路線距離：6.0km
  - 駅数：6駅（起終点駅含む）

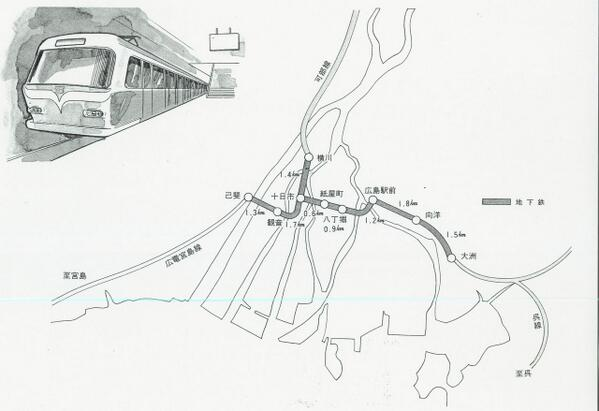
広島地下鉄1

  - 設置駅：向洋駅 - 大州駅 - 広島駅 - 八丁堀駅 - 紙屋町駅 - 十日市駅
  - 直通運転路線：国鉄呉線
- (2) 横川 - 西広島
  - 路線距離：4.4km
  - 駅数：4駅（起終点駅含む）
  - 設置駅：横川駅 - 十日市駅 - 観音駅 - 西広島駅

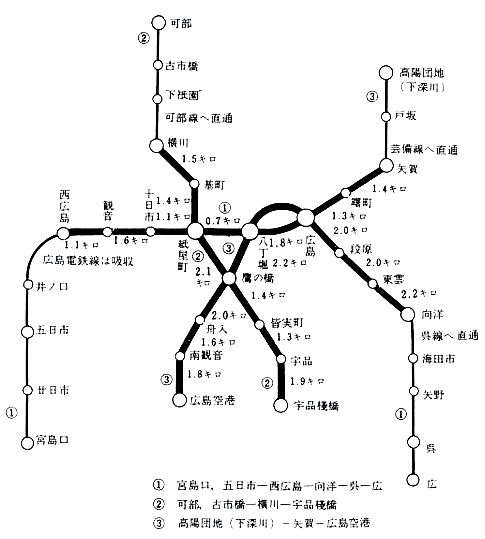
（広島市・商工会議所案）

  - 直通運転路線：国鉄可部線・広島電鉄宮島線

### 広島市・商工会議所案
- (1) 向洋（マツダ前） - 西広島
  - 設置駅：向洋駅 - 東雲駅 - 段原駅 - 広島駅 - 八丁堀駅 - 紙屋町駅 - 十日市駅 - 観音駅 - 西広島駅
  - 直通運転路線：国鉄呉線・広島電鉄宮島線
- (2) 横川 - 宇品桟橋
  - 設置駅：横川駅 - 基町駅 - 紙屋町駅 - 鷹の橋駅 - 皆実町駅 - 宇品駅 - 宇品桟橋駅
  - 直通運転路線：国鉄可部線
- (3) 矢賀 - 広島空港
  - 設置駅：矢賀駅 - 曙町駅 - 広島駅 - 八丁堀駅 - 鷹の橋駅 - 舟入駅 - 南観音駅 - 広島空港駅
  - 直通運転路線：国鉄芸備線

### 最終案
- (1) 東西線（向洋 - 西広島）
  - 路線距離：9.7km
  - 駅数：9駅（起終点駅含む）

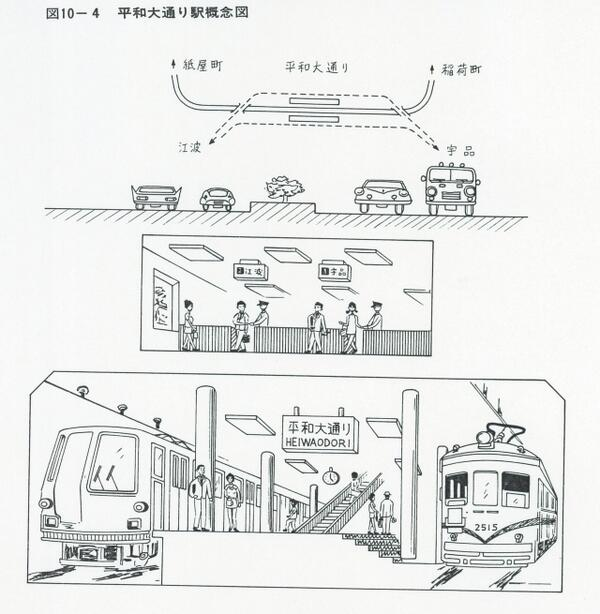
広島地下鉄 駅イメージ

  - 設置駅：向洋駅 - 東雲駅 - 段原駅 - 稲荷町駅 - 八丁堀駅 - 紙屋町駅 - 十日市駅 - 天満駅 - 西広島駅
  - 直通運転路線：国鉄呉線・山陽本線
- (2) 鯉城線（矢賀 - 横川）
  - 路線距離：8.1km
  - 駅数：8駅（起終点駅含む）
  - 設置駅：矢賀駅 - 曙町駅 - 広島駅 - 稲荷町駅 - 平和大通り駅（並木通り入口） - 紙屋町駅 - 鯉城駅 - 横川駅
  - 直通運転路線：国鉄芸備線・可部線

## 乗り入れ路線の改良計画（中国地方陸上交通審議会答申 1975年）
国鉄山陽本線・呉線（向洋駅 - 広駅）の一部高架化（船越町・海田町・矢野町付近）および呉線広駅まで複線化。可部線（横川駅 - 古市橋駅）の高架化・複線化。芸備線（広島駅 - 下深川駅）の電化・複線化。
広島電鉄本線は廃止し、広島電鉄宮島線を西広島駅から地下鉄（東西線）乗り入れ、広島電鉄江波線及び宇品線は地下鉄（鯉城線）平和大通り駅に乗り入れる。
山陽本線下り及び呉線は向洋駅から地下鉄（東西線）乗り入れ、山陽本線上りは西広島駅から地下鉄（東西線）乗り入れ。
可部線は横川駅から地下鉄（鯉城線）乗り入れ、芸備線は矢賀駅から地下鉄（鯉城線）乗り入れ。
また、可部線古市橋駅 - 芸備線戸坂駅間に、短絡線として中筋線（途中駅は中筋駅）を設け、地下鉄（鯉城線）と一体にし、広島環状線にする。
呉線の改良費概算43.7億円、可部線の改良費概算35.6億円、芸備線の改良費概算41.7億円。